# Річ Черномаз
Річ Черномаз (англ. Rich Chernomaz; нар. 1 вересня 1963, Селкірк) — канадський хокеїст, що грав на позиції крайнього нападника. Грав за збірну команду Канади.

## Ігрова кар'єра
Хокейну кар'єру розпочав 1979 року в складі «Саскатун Олімпікс» (СМХЛ). Наступні три сезоні відіграв у складі клубів Західної хокейної ліги «Саскатун Блейдс» і «Вікторія Кугарс».
1981 року був обраний на драфті НХЛ під 26-м загальним номером командою «Колорадо Рокіз». 11 листопада 1981 дебютував у складі «Колорадо Рокіз» у матчі проти «Монреаль Канадієнс». Наступний сезон знову провів у складі команди «Вікторія Кугарс».
З 1982 захищає кольори «Нью-Джерсі Девілс», але більшу частину контракту перебуває в фарм-клубі «Мен Марінерс» (АХЛ). У складі «Марінерс» стає володарем Кубка Колдера в 1984.
Як вільний агент переходить у 1987 до клубу «Калгарі Флеймс». У складі «Флеймс» у сезоні 1991/92 проведе останні 11 матчів в НХЛ. Загалом провів 51 матч у НХЛ.
З 1991 по 1995 Річ відіграє ще за клуби «Солт-Лейк Голден Іглс» (ІХЛ) та «Сент-Джонс Мейпл-Ліфс» (АХЛ), останній фарм-клуб «Торонто Мейпл Ліфс». Причому в сезоні 1994/95 спробував себе, як граючий тренер.
З сезону 1995/96 виступає в Європі за німецький «Швеннінгер Вайлд Вінгс». У складі команди з міста Філлінген-Швеннінген проведе чотири сезони і завершить ігрову кар'єру в 1999.
Виступав за збірну Канади, в її складі став бронзовим призером чемпіонату світу 1995 року.

## Тренерська кар'єра
Річ Черномаз спочатку був головним тренером «Швеннінгер Вайлд Вінгс», згодом перейшов до «Кельнер Гайє», який привів до золотих нагород у сезоні 2001—02. Надалі тренував «Аугсбург Пантерс» та «Франкфурт Ліонс» з яким вдруге став чемпіоном Німеччини в сезоні 2003—04. Найдовше тренував ЕРК Інгольштадт до  грудня 2012.
Також Річ паралельно тренував національну збірну Угорщини на чемпіонатах світу першого дивізіону 2013 і 2015 та вищого дивізіону чемпіонату світу 2016.
У сезоні 2016/17 Черномаз став спортивним директором «Франкфурт Ліонс».
Річ є співласником юніорського клубу «Альберні Валлей Бульдогс» (БКХЛ), який придбав у 2003 році.

## Нагороди та досягнення
- Кубок Колдера — 1984 в складі «Мен Марінерс».
- Кубок Тернера — 1988 в складі «Солт-Лейк Голден Іглс».
- Нагорода Леса Каннінгема — 1994 в складі «Сент-Джонс Мейпл-Ліфс».

## Статистика

### Клубні виступи
| Сезон        | Клуб                     | Ліга         | Регулярний сезон | Регулярний сезон | Регулярний сезон | Регулярний сезон | Регулярний сезон | Плей-оф | Плей-оф | Плей-оф | Плей-оф | Плей-оф |
| Сезон        | Клуб                     | Ліга         | І                | Г                | П                | О                | ШХ               | І       | Г       | П       | О       | ШХ      |
| ------------ | ------------------------ | ------------ | ---------------- | ---------------- | ---------------- | ---------------- | ---------------- | ------- | ------- | ------- | ------- | ------- |
| 1979–80      | «Саскатун Олімпікс»      | СМХЛ         | 51               | 33               | 37               | 70               | 75               | —       | —       | —       | —       | —       |
| 1979–80      | «Саскатун Блейдс»        | ЗХЛ          | 25               | 9                | 10               | 19               | 33               | —       | —       | —       | —       | —       |
| 1980–81      | «Вікторія Кугарс»        | ЗХЛ          | 72               | 49               | 64               | 113              | 92               | 15      | 11      | 15      | 26      | 38      |
| 1981–82      | «Вікторія Кугарс»        | ЗХЛ          | 49               | 36               | 62               | 98               | 69               | 4       | 1       | 2       | 3       | 13      |
| 1981–82      | «Колорадо Рокіз»         | НХЛ          | 2                | 0                | 0                | 0                | 0                | —       | —       | —       | —       | —       |
| 1982–83      | «Вікторія Кугарс»        | ЗХЛ          | 64               | 71               | 53               | 124              | 113              | 12      | 10      | 5       | 15      | 18      |
| 1983–84      | «Нью-Джерсі Девілс»      | НХЛ          | 7                | 2                | 1                | 3                | 2                | —       | —       | —       | —       | —       |
| 1983–84      | «Мен Марінерс»           | АХЛ          | 69               | 17               | 29               | 46               | 39               | 2       | 0       | 1       | 1       | 0       |
| 1984–85      | «Нью-Джерсі Девілс»      | НХЛ          | 3                | 0                | 2                | 2                | 2                | —       | —       | —       | —       | —       |
| 1984–85      | «Мен Марінерс»           | АХЛ          | 64               | 17               | 34               | 51               | 64               | 10      | 2       | 2       | 4       | 4       |
| 1985–86      | «Мен Марінерс»           | АХЛ          | 78               | 21               | 28               | 49               | 82               | 5       | 0       | 0       | 0       | 2       |
| 1986–87      | «Нью-Джерсі Девілс»      | НХЛ          | 25               | 6                | 4                | 10               | 8                | —       | —       | —       | —       | —       |
| 1986–87      | «Мен Марінерс»           | АХЛ          | 58               | 35               | 27               | 62               | 65               | —       | —       | —       | —       | —       |
| 1987–88      | «Калгарі Флеймс»         | НХЛ          | 2                | 1                | 0                | 1                | 0                | —       | —       | —       | —       | —       |
| 1987–88      | «Солт-Лейк Голден Іглс»  | ІХЛ          | 73               | 48               | 47               | 95               | 122              | 18      | 4       | 14      | 18      | 30      |
| 1988–89      | «Калгарі Флеймс»         | НХЛ          | 1                | 0                | 0                | 0                | 0                | —       | —       | —       | —       | —       |
| 1988–89      | «Солт-Лейк Голден Іглс»  | ІХЛ          | 81               | 33               | 68               | 101              | 122              | 14      | 7       | 5       | 12      | 47      |
| 1989–90      | «Солт-Лейк Голден Іглс»  | ІХЛ          | 65               | 39               | 35               | 74               | 170              | 11      | 6       | 6       | 12      | 32      |
| 1990–91      | «Солт-Лейк Голден Іглс»  | ІХЛ          | 81               | 39               | 58               | 97               | 213              | 4       | 3       | 1       | 4       | 8       |
| 1991–92      | «Калгарі Флеймс»         | НХЛ          | 11               | 0                | 0                | 0                | 6                | —       | —       | —       | —       | —       |
| 1991–92      | «Солт-Лейк Голден Іглс»  | ІХЛ          | 66               | 20               | 50               | 60               | 201              | 5       | 1       | 2       | 3       | 10      |
| 1992–93      | «Солт-Лейк Голден Іглс»  | ІХЛ          | 76               | 26               | 48               | 74               | 172              | —       | —       | —       | —       | —       |
| 1993–94      | «Сент-Джонс Мейпл-Ліфс»  | АХЛ          | 78               | 45               | 65               | 110              | 199              | 11      | 5       | 11      | 16      | 18      |
| 1994–95      | «Сент-Джонс Мейпл-Ліфс»  | АХЛ          | 77               | 24               | 45               | 69               | 235              | 5       | 1       | 1       | 2       | 8       |
| 1995–96      | «Швеннінгер Вайлд Вінгс» | ДХЛ          | 49               | 24               | 43               | 67               | 105              | 2       | 1       | 1       | 2       | 24      |
| 1996–97      | «Швеннінгер Вайлд Вінгс» | ДХЛ          | 47               | 25               | 39               | 64               | 126              | 5       | 3       | 5       | 8       | 8       |
| 1997–98      | «Швеннінгер Вайлд Вінгс» | ДХЛ          | 51               | 12               | 37               | 49               | 156              | —       | —       | —       | —       | —       |
| 1998–99      | «Швеннінгер Вайлд Вінгс» | ДХЛ          | 43               | 9                | 38               | 47               | 177              | —       | —       | —       | —       | —       |
| Усього в НХЛ | Усього в НХЛ             | Усього в НХЛ | 51               | 9                | 7                | 16               | 18               | —       | —       | —       | —       | —       |

### Збірна
| Рік  | Команда | Турнір | І | Г | П | О | ШХ |
| ---- | ------- | ------ | - | - | - | - | -- |
| 1995 | Канада  | ЧС     | 8 | 0 | 3 | 3 | 10 |